# 加里克·卡拉佩强
加里克·卡拉佩强（2003年6月11日—），生于久姆里，亚美尼亚男子举重运动员，2023年欧洲举重锦标赛男子102公斤级金牌得主、2024年欧洲举重锦标赛男子102公斤级铜牌得主。